# Anableps
Anableps es un género de peces de agua dulce perteneciente a la familia Anablepidae. Comúnmente conocidos como «peces de cuatro ojos», poseen los ojos en la parte de arriba de la cabeza y los mismos se hallan divididos en dos partes, de modo que el pez puede ver hacia arriba y hacia abajo del agua al mismo tiempo.  Las tres especies del género habitan aguas dulces o salobres y, raramente, aguas costeras.  Se distribuyen en las tierras bajas de México a Honduras y el norte de América del Sur.

## Características físicas

Esquema de los ojos. 1. Retina submarina 2.Lente 3. Pupila aérea 4. Tira de tejido pigmentado 5. Iris 6. Pupila submarina 7. Retina aérea 8. Nervio óptico.

La máxima longitud de estos peces es de hasta 32 cm TL en A. microlepis siendo esta especie la más grande en el orden de los Cyprinidontiformes.
Aunque se llaman «peces de cuatro ojos«, sólo tienen dos ojos especialmente adaptados para su vida en la superficie. En el desarrollo temprano, el hueso frontal se expande dorsalmente permitiendo que los ojos se posicionen en la parte de arriba de su cabeza pareciendo abultados. Esto permite a estos peces ver simultáneamente arriba y bajo del agua a medida que flota en la superficie. Los ojos están divididos en dos mitades una dorsal y otra ventral separados por una tira de tejido pigmentado.
Cada ojo tiene dos pupilas y dos córneas que filtran la luz en una lente refractando en hemiretinas separadas y se procesan a través de un disco óptico. La mitad superior (dorsal) del ojo está adaptada para la visión en el aire, la mitad inferior (ventral) para la visión en el agua. El cristalino del ojo también cambia de grosor de arriba hacia abajo para compensar la diferencia en los índices de refracción del aire frente al agua. La hemiretina ventral se caracteriza por capas celulares más gruesas que contienen más neuronas sensoriales y una mayor agudeza visual en comparación con la hemiretina dorsal.
Los peces de cuatro ojos son vivíparos. Junto con su género hermano Jenynsia, se aparean en un solo lado, machos "diestros" con hembras "zurdas" y viceversa. El macho tiene apéndices anales especializados que se alargan mucho y se fusionan en un tubo llamado gonopodio asociado con el conducto de los espermatozoides que utiliza como órgano intromitente para depositar los espermatozoides en la hembra.

## Comportamiento

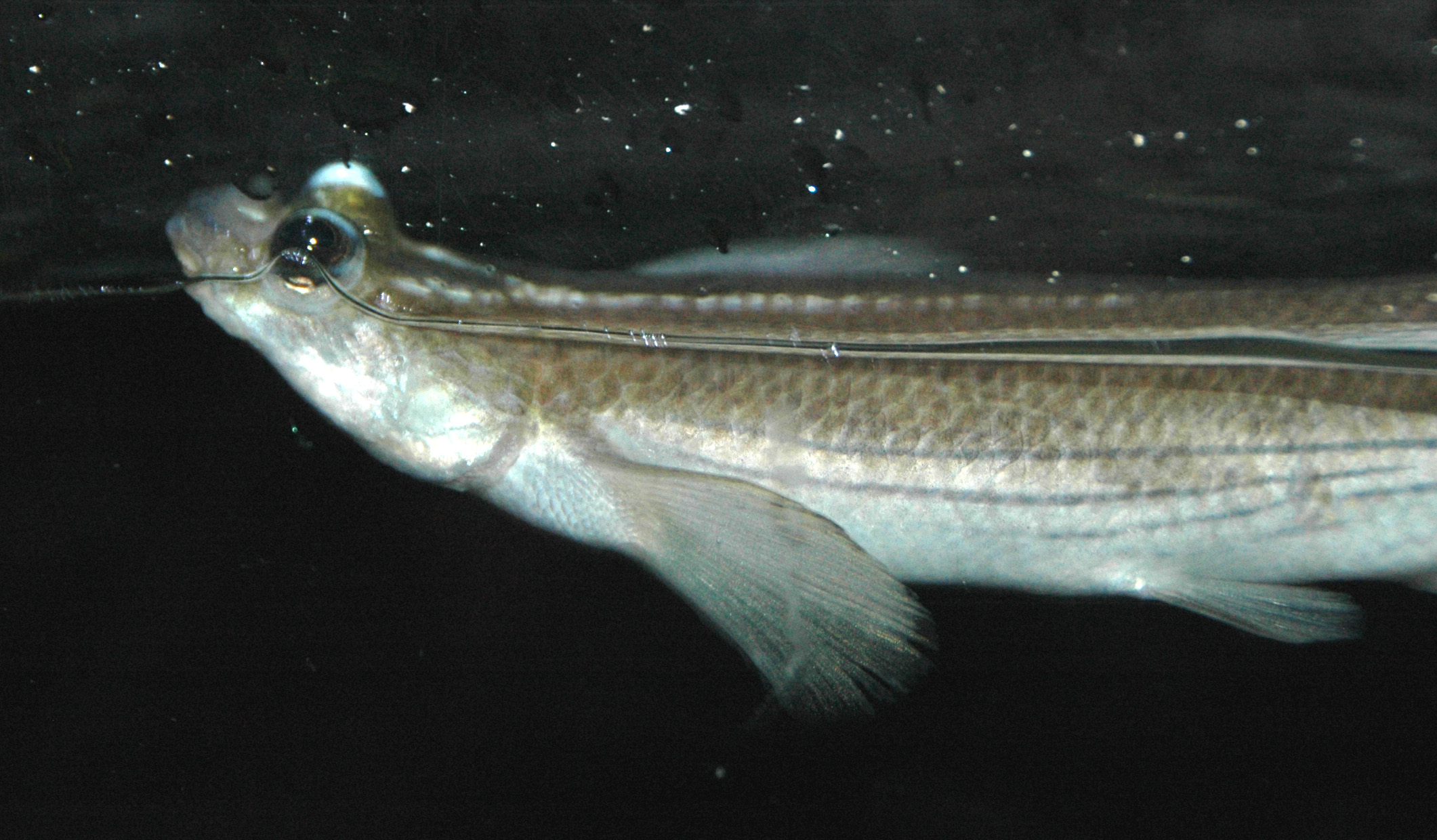
Anableps anableps (Linnaeus, 1758) - especie de la península de Paria de la costa de Venezuela (cautivo, acuario de Newport, Kentucky, EE. UU.)

La mayor parte de su tiempo lo pasan en la superficie del agua. Su dieta consiste en insectos terrestres que están disponibles en la superficie aunque también pueden alimentarse de otros invertebrados, diatomeas y pequeños peces.
Dependiendo de la especie se agrupan de diferentes maneras. A. anableps se congrega en bancos más amplios mientras que A. microlepsis es también gregario pero se agrupa en bancos  de hasta una docena de individuos. También se ha encontrado en solitario o en parejas.
A. anableps es conocido por su habilidad para sobrevivir fuera del agua cuando está expuesto al aire especialmente en época de marea baja.